# Kiels voetbalkampioenschap 1917/18
In 1917/18 werd het dertiende Kiels voetbalkampioenschap gespeeld, dat georganiseerd werd door de Noord-Duitse voetbalbond. 
Holstein Kiel, dat gefusioneerd was met Kieler FV 1900 werd kampioen. Er werd geen Noord-Duitse eindronde gespeeld voor clubs. 
FK Union 08 en FV Teutonia 1910 traden dit seizoen als één elftal aan onder de naam FK Union-Teutonia. 

## Eindstand
| Plaats | Club                         | Wed. | W  | G | V | Saldo | Ptn  |
| ------ | ---------------------------- | ---- | -- | - | - | ----- | ---- |
| 1.     | Kieler SV Holstein 1900      | 12   | 12 | 0 | 0 | 70:9  | 24:0 |
| 2.     | FC Kilia Kiel                | 10   | 7  | 1 | 2 | 34:16 | 15:5 |
| 3.     | FK Union-Teutonia 08 Kiel    | 10   | 5  | 1 | 4 | 20:14 | 11:9 |
| 4.     | FC Borussia 03 Gaarden       | 10   | 4  | 1 | 5 | 20:29 | 9:11 |
| 5.     | TS 1864 Kiel                 | 9    | 2  | 0 | 7 | 4:29  | 4:14 |
| 6.     | SpV Hohenzollern-Hertha Kiel | 9    | 1  | 1 | 7 | 8:30  | 3:15 |
| 7.     | SC 08 Friedrichsort          | 8    | 1  | 0 | 7 | 5:34  | 2:14 |

|  | Kampioen |